# Phenprocoumon
Phenprocoumon (handelsnavn: Marcoumar) er et peroralt antikoagulerende (blodfortyndende) lægemiddel, et derivat af coumarin. Stoffet er en vitamin K antagonist som hæmmer koagulationen ved at blokere produktionen af koagulationsfaktorerne II, VII, IX og X. Det anvendes til behandling og forebyggelse af tromboser og embolismer (blodpropper). Phenprocoumon har i forhold til det mere velkendte warfarin (Marevan) en betydeligt længere halveringstid.